# Maria Aebersold
Maria Aebersold (Bazel, 6 november 1908 - aldaar, 16 januari 1982) was een Zwitserse schrijfster en vertaalster.

## Biografie

### Afkomst en opleiding
Maria Aebersold was een dochter van Johann Friedrich Hufschmid en van Marie Hagmann. In 1929 trouwde ze met Walter Aebersold. Ze kregen drie kinderen. Na haar schooltijd in Bazel studeerde ze aan de Universiteit van Leiden in Nederland.

### Carrière
Aebersold woonde na haar huwelijk gedurende 10 jaar in Indonesië en vestigde zich nadien in Binningen. Ze schreef haar werken deels in het Bazels dialect en schreef ook verhalen over haar geboortestad of de herinneringen van haar reizen. Ze verzamelde en vertaalde geschriften afkomstig van de Sangihe-eilanden.

## Werken
- (de)  Weithin klingen frohe Lieder, 1941.
- (de)  Basler kommen mit Trommeln zur Welt, 1970.